# 創薬

創薬サイクルの概略図

創薬（そうやく、英: drug discovery）とは医学、生物工学および薬学において薬剤を発見したり設計したりするプロセスのことである。
歴史的に、大半の薬剤は、伝統治療薬（生薬）の有効性成分が同定されたり、ペニシリンのように偶然によって発見されたものであった。今日における創薬アプローチは、疾病や感作が分子生物学や生理学の見地で解明された制御機序や、その見地において見出された創薬対象の特性を理解することで薬剤を発見する手法である。
さらに最近は、古典的薬理学で治療効果があった物質を同定するために、合成低分子、天然物、または抽出物の化学ライブラリーを無傷細胞または全生物でスクリーニング(選別)している。ヒトゲノムの配列決定により、大量の精製タンパク質の迅速なクローニングと合成が可能になったので、逆薬理学として知られているプロセスで、病気を引き起こすと仮定された生物学的標的に対する大規模化学ライブラリーのハイスループットスクリーニングも一般的になってきた。これらのスクリーニングから得られたヒット(薬物候補)は、細胞内でテストされ、その後、動物で効能が評価される。
現代の創薬のプロセスは、スクリーニングヒット化合物の同定、合成、およびそれらのヒット化合物の最適化により、親和性、選択性 (副作用の可能性を低減する)、有効性/効力 (英語版) 、代謝安定性 (半減期を長くする)、および経口バイオアベイラビリティーを高めるための最適化などを行う。これらの試験で有用な化合物を見出すと、前臨床試験の医薬品開発プロセスが行われる。
このように、現代の創薬は通常、資本集約的なプロセスであり、製薬企業や政府 (助成金や融資保証) による多額の投資を伴う。技術の進歩や生物システムの解明が進んでいるのにもかかわらず、創薬は長期間を要す上に新薬発見の成功率は低い。2010年には、1つの新規化合物の研究開発費は約18億米ドルであった。21世紀に入り、基礎的な創薬研究は主に政府や慈善団体が資金を提供し、後期開発は主に製薬会社やベンチャーキャピタルが資金を提供するようになっている。医薬品が市場に出回るためには、いくつかの臨床試験段階を経て、新薬申請と呼ばれる承認プロセスを経る必要がある。
商業的あるいは公衆衛生上の成功をもたらす医薬品を発見するには、投資家、産業界、学術界、特許法、規制上の独占権、マーケティング、そして秘密とコミュニケーションのバランスをとる必要性など、複雑な相互作用が必要となる。一方、希少性が高いために商業的成功や公衆衛生上の効果が期待できない疾患については、希少疾病用医薬品の資金提供プロセスにより、患者が薬物治療の進歩に希望を持つことができるようになる。

## 歴史
人体における薬物の効果は、薬物分子と生体高分子 (多くの場合、タンパク質や核酸) との特異的な相互作用によって媒介されるという考えから、科学者は、個々の化学物質が薬物の生物学的活性には必要であるという結論に達した。これが薬理学の近代時代の始まりであり、薬用植物の粗抽出物ではなく、純粋な化学物質が標準的な医薬品となった。粗製製剤(生薬)から単離された化合物の例としては、アヘンの活性剤であるモルヒネや、ジギタリス(Digitalis lanata)由来の心臓刺激剤であるジゴキシンがある。有機化学はまた、生物源から単離された多くの天然産物の合成をもたらした。
歴史的には、ある物質が粗抽出物であっても精製された化学物質であっても、生物学的標的が不明のままで生物学的活性のスクリーニングが行われてきた。活性物質が特定されて初めて標的を特定する努力がなされた。このアプローチは古典的薬理学、フォワード薬理学、または表現型創薬として知られている。
その後、既知の生理学的/病理学的経路を特異的に標的とする低分子が合成され、保存された化合物バンクの大量スクリーニングを回避した。これにより、プリン代謝に関するGertrude ElionとGeorge H. H. Hitchingsの研究、β遮断薬とシメチジンに関するJames Blackの研究、遠藤章によるスタチンの発見など、大きな成功がもたらさせた。既知の活性物質の化学的類似体を開発するアプローチのもう一人の成功者は、Allen and Hanbury's (後のGlaxo)のDavid Jack卿 (英語版) で、彼は喘息用の最初の吸入選択的β2アドレナリン作動薬、喘息用の最初の吸入ステロイド、シメチジンの後継としてのラニチジンを開拓し、トリプタンの開発を支援した。
Gertrude Elionは、主に50人未満のグループでプリン類似体の研究に取り組み、最初の抗ウイルス剤、ヒト臓器移植を可能にした最初の免疫抑制剤 (アザチオプリン)、小児白血病の寛解を誘導した最初の医薬品、重要な抗がん剤、抗マラリア剤、抗菌剤、痛風の治療薬の発見に貢献した。
ヒトタンパク質のクローニングにより、特定の疾患に関連すると考えられる特定の標的に対する化合物の大規模なライブラリーのスクリーニングが可能になった。このアプローチは逆薬理学として知られており、今日では最も頻繁に使用されているアプローチである。

## 創薬標的: 新規および既存
一般に「標的」とは、開発中の薬物が作用することを意図した、病理学的に関心のある天然の細胞や分子構造を指す。「標的」の定義づけ自体は製薬企業内で行われた議論によって形成される。しかしながら、 新規と既存との標的の区分は標的がどのようなものであるかを完全に把握しなくても判別されている。このようにして判別された区分は典型的には製薬企業が創薬や開発に従事している低分子治療薬の区分になっている。2011年からの推計では、435点のヒトゲノム製品がFDA承認薬の治療薬標的として同定された。
「既存標的」は健常な状態の生理学的な標的機能も、ヒトの病理学的な標的機能も科学的な理解が良くなされており、長期にわたる発表履歴に裏打ちされている。既存であるということは、薬剤の作用機序が標的の完全に把握された詳細を通じて作用が考察されることをほのめかすわけではない。むしろ、「既存である」ということは直接的にはそれぞれの機能に関する情報について標的を取り巻く情報の量の多い少ないに関連している。
多くのこの種の情報は利用可能であるが、それに対して（通常は）各標的に対して臨床的な開発を施すための資金には限りがある。この種の機能情報を集約するプロセスは、製薬業界用語で「ターゲットバリデーション」（target validation）と呼ばれる。製薬企業が内部的に所有しているものも含めて、既存の標的は過去に医薬品開発の活動の積み重ねに経験付けられている。たとえばこのような経験の積み重ねは標的に対して低分子治療薬の化学的開発実現性に関する情報を提供する。そして他社へのライセンス供与の機会を提供し、低分子治療薬候補を考慮する際にその経験が選択の幅を提供する。
一般には、「新規標的」は創薬活動の主題としてなった標的のうち「既存標的」以外のものすべてである。典型的には新規標的は、新規に発見された蛋白質であったり、基礎研究により新たに機能が判明した蛋白質などが含まれる。創薬において今日選択される主な標的は蛋白質である。それらの蛋白質クラスの2つの主流は次のものである:Gタンパク質共役受容体（GPCR）とプロテインキナーゼである。

## スクリーニングとデザイン
個々の疾病毎に選択された標的に対する新薬発見のプロセスはハイスループットスクリーニング（High-throughput screening; HTS）により進展するが、それは膨大な化学ライブラリーに対して試験を実施し、その過程で標的に変更を促す働きも有している。例えば、標的が新規GPCRであれば試験化合物は受容体を阻害あるいは刺激する性質でスクリーニングされる。プロテインキナーゼの場合、化合物はキナーゼの酵素阻害作用で試験される。
HTSのもう一つの重要な機能に選択された標的に対して選択性を示すかどうかを見るという点がある。理想的には発見された化合物は選択された標的ただ一つに影響し関連した他の標的には影響しないというものである。最終的にはスクリーニングの実施により、選択された標的対するヒット化合物は関連する他の標的に対する影響を試験される。このプロセスをクロススクリーニング（Cross-screening）と呼ぶ。クロススクリーニングは重要である。なぜならば関連性のない多くの標的に対してヒットする化合物は的外れの毒性を臨床段階で化合物が示すことを引き起こすからである。
早期のスクリーニングで完璧な候補化合物が出現することはほとんど起こりそうもないことである。最初のステップの一つは、医薬品として開発される可能性が低い化合物をスクリーニングすることである。例えば、ほとんどすべてのアッセイ(試験)でヒットした化合物で、医薬化学者によって「pan-assay interference compounds」 (英語版) (PAINS)と分類されている化合物は、この段階で化学ライブラリーから削除される。たいていは、ある程度の薬理活性をもったいくつかの化合物が発見される。そしてそれらが共通の化学構造を持つ場合は、単一かあるいは複数のファーマコフォア（Pharmacophore）が見出されることがある。この時点で、医薬品化学者は構造活性相関（Structure-activity relationship; SAR）を試みて幾つかの性質を改善してリード化合物を仕立てるのである。その改善とは次のようなものである:
- 選択された標的に対する活性を増大する。
- 無関係の標的に対する活性の低減させる。
- 分子特性のドラッグライクネス (薬に適した性質) やADME(薬物動態)の改良を行う。

このプロセスは幾つかの試行錯誤的なスクリーニングの実施が必要となることがある。その過程において、望ましくは、新しい分子の性質が改良され、In vitro試験や In vivo試験を実施する上で採用された病理モデルの活性の点で好ましい化合物になっていることである。
「リピンスキーのルールオブファイブ」で提案されているように、化合物または一連の化合物の品質を評価するために、さまざまな指標が使用される。そのような指標には、脂溶性、分子量、極性表面積を推定するためのcLogPのような計算された特性、および力価、酵素クリアランスの in vitro 測定のような計測された特性が含まれる。リガンド効率 (LE) や脂溶性効率 (LiPE) のような指標を組み合わせて、ドラッグライクネスを評価する。
概してHTSは、一般には新規な創薬のための手法であるが、その目的だけに使用されるわけではない。HTSが幾つかの望ましい特性を持つ分子から出発することもある。その場合の分子は天然物（Natural product）から抽出されたり、改良された上市されている薬（「ゾロ新」、"me too" drugと呼ばれる）からであったりする。HTS以外の方法としてはバーチャルスクリーニング（Virtual screening）と呼ばれる手法があり、コンピューターが機械的に発生させた分子モデル（バーチャルライブラリー）を使い創薬標的にバーチャルライブラリーをドッキングスタディを施すことでスクリーニングとすることがしばしば行われる。
他の重要な手法は、標的の生物学的、物理的特性に関して研究し、一連の化合物が活性部位（Active site）に適合するか否かを予測する de novo 医薬品設計（Drug design）である。例えば、バーチャルスクリーニングやコンピュータ支援型の薬物設計は、標的タンパク質と相互作用する可能性のある新しい化学部位を特定するためにしばしば使用される。分子モデリングと分子動力学シミュレーションは、新薬リードの効力と特性を改善するためのガイドとなる。
また、創薬コミュニティでは、高価で限られた化学空間しかカバーできないHTSから、より小さなライブラリー (最大数千化合物) へのスクリーニングへと移行するパラダイムシフトがある。これらのアプローチ例には、フラグメントベースリードディスカバリー (FBDD) やタンパク質指向の動的コンビナトリアルケミストリーが含まれる。これらのアプローチにおけるリガンドは通常はるかに小さく、HTSから同定されたヒット化合物よりも弱い結合親和性で標的タンパク質に結合する。有機合成によるリード化合物へのさらなる修飾が必要となることがよくある。このような修飾は、タンパク質-断片複合体のタンパク質X線結晶構造解析によってしばしば導かれる。こうしたアプローチの利点は、より効率的なスクリーニングが可能なことで、化学ライブラリーは小規模でも、HTSと比較して一般的には大きな化学空間を網羅できる。
表現型スクリーニングはまた、創薬における新たな化学的出発点を提供している。 酵母、ゼブラフィッシュ、ワーム、不死化細胞株、初代細胞株、患者由来の細胞株、全動物モデルなど、さまざまなモデルが使用されている。これらのスクリーニングは、より包括的な細胞モデルまたは生物の例として、死、タンパク質凝集、変異タンパク質発現、または細胞増殖などの疾患表現型を逆転させる化合物を見つけるように設計されている。特にモデルが高価であったり、実行するのに時間がかかる場合は、こうしたスクリーニングにより小さなスクリーニングセットが使用されることが多い。多くの場合、このようなスクリーニングから得られたヒットの正確な作用機序は不明であり、確認するためには広範なターゲットデコンボリューション実験を必要とすることがある。
能力や選択性やドラッグライクネス特性の面で十分標的を満足しうる一連のリード化合物が見つかると、一つないしは二つの化合物が医薬品開発の段階に供せられる。一連のなかでの最も適した化合物は一般には「リード化合物」と呼ばれる。そしてリード化合物以外の設計された化合物は「バックアップ(化合物)」になる。このような重要な決定は、一般的に計算モデリングの革新によって支えられている。

## 薬物源としての自然
従来、多くの医薬品や生物活性を持つ化学物質は、生物が生存のために他の生物の活性に影響を与えるように作り出す化学物質を研究して発見してきた。
コンビナトリアルケミストリーがリード発見プロセスに不可欠な要素として台頭してきているにもかかわらず、天然物が創薬の出発材料として大きな役割を果たしていることに変わりはない。2007年の報告書によると、1981年から2006年の間に開発された974の低分子新規化学物質のうち、63%が天然物由来または天然物の半合成誘導体 (英語版) であった。抗菌剤、抗悪性腫瘍剤、降圧剤、抗炎症剤などの特定の治療分野では、さらに大きな数値であった。多くの場合、これらの製品は長年にわたり伝統的に使用されてきたものである。
天然物は、抗菌療法の現代的な技術開発のための新しい化学構造の有用な源となる可能性がある。

## 新薬申請
研究の歴史を通じて、米国での使用目的に対して安全で効果的であることを示すエビデンス(証拠)を持って開発された医薬品の場合、企業はその医薬品を商品化して臨床応用できるようにするために薬事規制当局 (厚生労働省、米国FDAなど)に対して新薬承認申請 (NDA) を提出できる。薬事規制当局は、薬物に関するすべての提出データを審査し、その安全性、効果の特異性、および用量の有効性に基づいて、その薬物候補を承認するかどうかを決定する。